# Alfa Centauri
Az Alfa Centauri (α Centauri, Toliman, Rigel Kentauri) csillagrendszer a Kentaur csillagkép hármascsillaga; látszólagos fényessége felülmúlja a csillagkép csillagai összfényességét.
A csillagrendszer arról nevezetes, hogy tagjai a Naphoz legközelebb lévő csillagok. Távolsága 4,34 fényév. Deklinációja −61°, rektaszcenziója 14h 39m, Magyarországról nem látható. Az északi szélesség 29 fokától délre kerül a horizont fölé több-kevesebb időre, és a −29° szélességi kör és a Déli-sark között cirkumpoláris.

## Felfedezése
Az 1830-as években Thomas Henderson skót csillagász a dél-afrikai Jóreménység foka obszervatóriumának igazgatója volt. Más csillagászokkal vetélkedve azon igyekezett, hogy meghatározza egy csillag parallaxisát, és földrajzi helyzetéből adódóan megfigyelésének tárgyául az Alfa Centaurit választotta. Bár nem Henderson volt az első, akinek sikerült egy csillag parallaxisát meghatároznia (az elsőséget Friedrich Bessel szerezte meg), a Henderson által megmért távolság alapján jelenleg is ez a legközelebbi csillagrendszer.
Azt, hogy csillagrendszer háromtagú, 1915-ben fedezte fel R. T. Innes skót csillagász. A harmadik csillag az Alfa Centauri C, ami nagyon halvány, és mivel nagyobb parallaxissal és sajátmozgással rendelkezik, közelebb van Naprendszerünkhöz (4,22 fényévre), mint a rendszert alkotó másik két csillag (az A és B 4,4 fényévre van). A neve ennek megfelelően Proxima Centauri lett. (Proximus latinul: 'legközelebbi')
2006-ban megerősítették, hogy az Alfa Centauri C a másik két kísérő körül kering, keringési ideje kb. félmillió év. Jelenleg a pályájának hozzánk közelebb eső szakaszán található. 

## A rendszer összetevői

Az alfa Centauri rendszer összetevőinek mérete és színe összehasonlítva a Nappal

Három komponensből álló rendszer tagjait a legfényesebbtől a leghalványabbig A, B és C betűvel jelöljük. Mindhárom tag fősorozati csillag. Az Alfa Centauri A csillag látszólagos fényessége 0,01 magnitúdó, színképtípusa G2V, luminozitása 1,4-szerese a Napénak. A szabad szemmel látható csillagok közül az Alfa Centaurinak a legnagyobb a sajátmozgása, ennek értéke 3,68" évente.
A B komponens látszólagos fényessége 1,33 magnitúdó, színképtípusa K1V, luminozitása 0,4-szerese a Napénak. Az A-tól mért távolsága 23 csillagászati egység, szögtávolsága 19 szögmásodperc, biztos vizuális szeparációjukhoz legalább hússzoros nagyítású távcsőre van szükség. A két csillag egymás körüli keringési ideje 79,9 év.
A két fő komponens szabad szemmel egyetlen fényes csillagnak látszik, melynek vizuális összfényessége -0,27 magnitúdó.
Az Alfa és Béta Centauri a Dél Keresztje csillagkép felé mutat (ez tőlük nyugatra, kb. 10°-ra van), és ez a jellegzetesség segítette a déli féltekén hajózókat abban, hogy a Dél keresztjét megkülönböztessék egy hozzá nagyon hasonló aszterizmustól, mely a Vitorla csillagkép Avior, Turais, Kappa Vela és Delta Vela csillagaiból áll.
A Proxima Centauri néven is ismert C komponens távolsága az A és B komponenstől 10 300 csillagászati egység (összehasonlításul: az 1977-ben indított Voyager–1 2024-ben 165 CSE távolságban volt), luminozitása 0,00008-szorosa a Napénak. Látszólagos fényessége 9,7 és 10,7 magnitúdó között változik, színképtípusa M5,5V. A Földről csak távcsővel látható. Keringési ideje legalább 500 000 év. A Földhöz jelenleg az A és B komponensnél közelebb van, távolsága 4,2 fényév.

## Bolygók a rendszerben
Az Alfa Centauri B körül az első bolygót 2012-ben fedezték fel négyéves kutatómunkával, a csillag imbolygásából következtetve. A bolygó hatmillió km-re kering csillagától, így felszíne forró. Ez kisebb távolság, mint a Nap–Merkúr-távolság.
Azonban a bolygó létezése vitatott.

## Alpha Centauri a popkultúrában
- Az Avatar című sci-fi-film az Alpha Centauri rendszer Polyphemus nevű (kitalált) gázóriásának egyik holdján (Pandora) játszódik.
- Az alakváltók anyabolygója, a Kibertron, az Alfa Centauri körül keringett, mígnem kiszakadt.
- A német Tangerine Dream együttes második nagylemezének címe Alpha Centauri.
- Isaac Asimov Alapítvány és Föld című regényében az elnéptelenedő Föld utolsó lakóit az Alfa Centauri A körül keringő vízbolygó, az Alpha egyetlen, mesterséges szigetére telepítették át.
- Ce-hszin Liu A háromtest-trilógia című sci-fi regénytrilógiájának Trisolaris naprendszere az Alpha Centauri rendszerhez hasonló és azonos távolságban lévő hármas csillagrendszert, illetve lakóinak problémáit írja le.
- Lost in Space – Elveszve az űrben (televíziós sorozat). A 2018-as sorozat egy űrbéli gyarmatra tartó, de hajótörést szenvedett csoport kalandjait mutatja be.